# Souillac (Maurice)
Pour les articles homonymes, voir Souillac (homonymie).
Souillac est le chef-lieu du district de Savanne, un district de Maurice situé dans le sud de l'île principale. Elle doit son nom à François de Souillac, gouverneur de l'ile de 1779 à 1787.

## Histoire

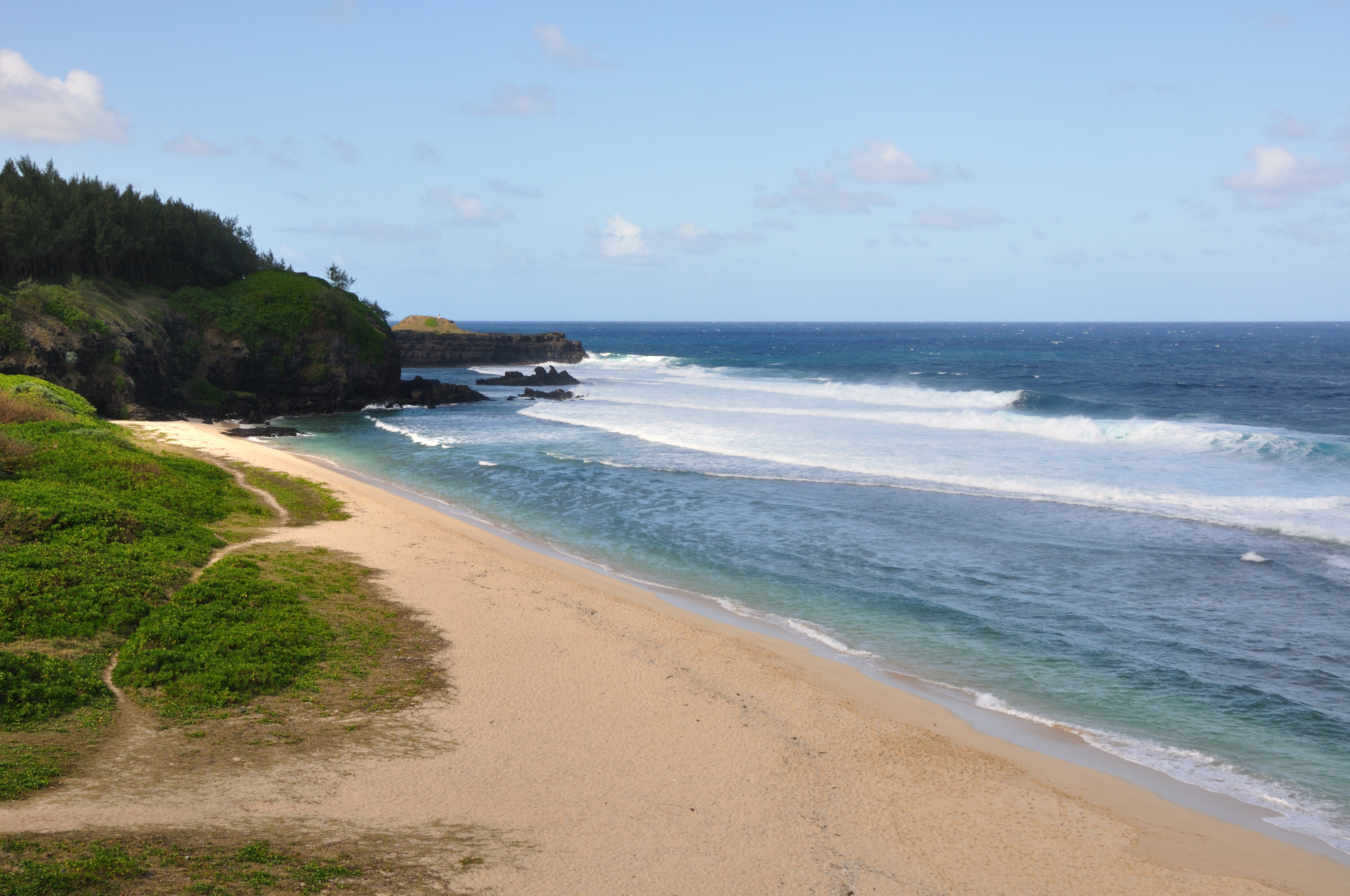
Vue d'une des plages de Souillac

En 1787, le vicomte François de Souillac décide de créer un port pour le sud sud-ouest de ce qui s'appelait alors l'Ile de France. À cette époque, l'ile était une escale importante pour les navires français sur la route des Indes. Stratégiquement, les Français voulaient aussi une base pour la défense de la côte sud. L'endroit le plus favorable pour construire ce port était le point le plus méridional de l'île, où un long et profond estuaire formé par la rivière Savanne, sans barrière de corail, permettait aux bateaux d'accoster au plus près de la terre. Le port servirait aussi au transport de produits agricoles (dont le sucre) vers Port-Louis étant donné qu'aucune route ne reliait Port-Louis au sud de l'ile. 
Le 1er janvier 1787, un  ordre du roi attribue à la localité le nom de « Port Souillac », en partie en l'honneur de la contribution du vicomte de Souillac au développement du port. Celui-ci quitta l'Isle de France le 5 novembre 1787. 
Pendant la colonisation anglaise, le port est largement utilisé pour le transport du sucre depuis les nombreuses fabriques vers la capitale (Port-Louis), ce qui en fait le port le plus actif du sud. Son importance commence à diminuer avec l'introduction du chemin de fer à partir de 1877. Avec le développement des autres moyens de transport, le port est de moins en moins utilisé. Toutefois à cette époque, la localité est déjà devenue un village. Le village conserve le nom de Souillac.

## Population et géographie
À l'origine, le village était principalement composé de familles de pêcheurs. Mais avec le développement de l'agriculture (surtout des plantations de canne à sucre) et des transports, sa population s'est rapidement diversifiée. Environ six mille habitants vivent maintenant dans le village. Les habitants de Souillac s'appellent Souillacois/es, ce qui les distingue des habitants de Souillac-France appelés « Souillagais/es ».

### Expansion
À la fin des années 1980, il y a eu une première expansion du village lors de l'attribution de terres d'une ancienne exploitation nommée « Terracine » au nord du village aux anciens travailleurs pour construire leurs maisons.
Une nouvelle extension du village a eu lieu lors de l'installation de travailleurs d'une autre exploitation nommée « Combo » s'installèrent à Souillac.

### Développements
Plus récemment[Quand ?], un nouveau quartier a été créé, appelé communément « Morcellement Gris-Gris ». Des maisons ont été aussi bâties le long de la rue Laby Barkly, étirant le village vers le nord-est.

### Géographie
Souillac est situé à la pointe sud de l'île. Il est séparé du village de Surinam à l'ouest par la rivière Savanne et à l'est, du village de l'Union par la rivière Bain des Naigresses. La route principale serpente à travers le village du nord-est vers l'ouest, depuis le pont Bain des Naigresses vers le pont Souillac-Surinam. Bien qu'il n'y ait pas de division officielle du village, les habitants distinguent les quartiers de Terracine, de l'église, de Pitot, de Gris-gris, d'EDC et de l'hôpital. 

## Chef lieu du district de Savanne
Souillac est un village de la région sud. On y dispose de nombreux services : le tribunal du district de Savanne; la section sud du Central Water Authority et le Central Electricity Board; la section sud de la National Transport Corporation ; un hôpital récent (qui a remplacé l'ancien hôpital de Souillac). Le bureau de poste du village est aussi un des plus anciens de l'île[réf. nécessaire]. L'église Saint-Jacques, qui a été construite en 1845, est l'une des plus anciennes de l'île.[réf. nécessaire] .

## Lieux d'intérêt

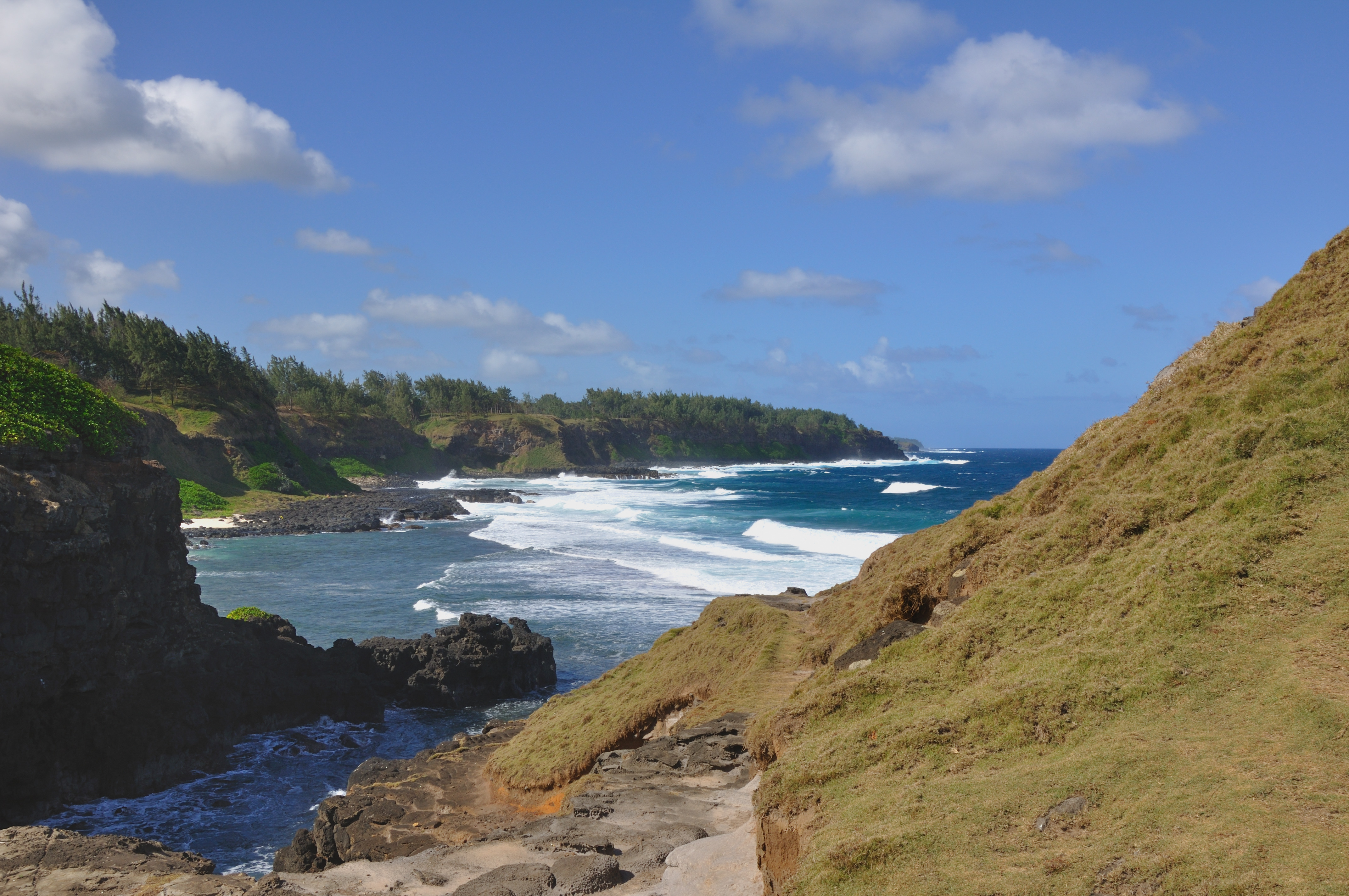
Littoral près de la Roche Qui Pleure

### Le jardin Telfair
Le jardin Telfair est un endroit en bord de mer où les habitants se retrouvent souvent pour un piquenique. Le jardin porte le nom de Charles Telfair, naturaliste et propriétaire terrien qui a développé le domaine sucrier de Bel Ombre. Le jardin est embelli par ses grands banyans et amandiers. Un sentier relie le jardin Telfair avec le « Lavoir ».

### Gris-Gris
Gris-Gris est bien connu par sa falaise. Cette partie de l'île n'est pas entourée de récifs coralliens. Les vagues hautes se brisent directement sur la falaise. Il a été évoqué par le poète Paul-Jean Toulet : « Douce plage où naquit mon âme et toi Savanne en fleurs que l'océan trempe de pleurs et le soleil de flamme. » Visitant la plage en septembre 1886, il trouve l'endroit « plein d'épouvante et de fatalisme non sans douceur. »
Souillac a également inspiré le poète Robert-Edward Hart qui y avait une maison (La Nef). Il repose au cimetière marin de Souillac.

### Batelage
Batelage est l'ancien port de Souillac. Le débarcadère a été rénové et reconditionné pour servir d'appontement pour les pirogues des pêcheurs locaux. Le bâtiment près du port qui était à l'origine utilisé pour stocker le sucre et d'autres produits, a aussi été rénové. Il est maintenant utilisé comme salle pour le conseil municipal. Une autre partie du bâtiment est utilisée par la National Coast Guard et la dernière partie est maintenant un restaurant nommé « Le Batelage ».

### La Nef
La Nef est un musée et l'ancienne maison du poète mauricien Robert Edward Hart.

### La cascade de Rochester

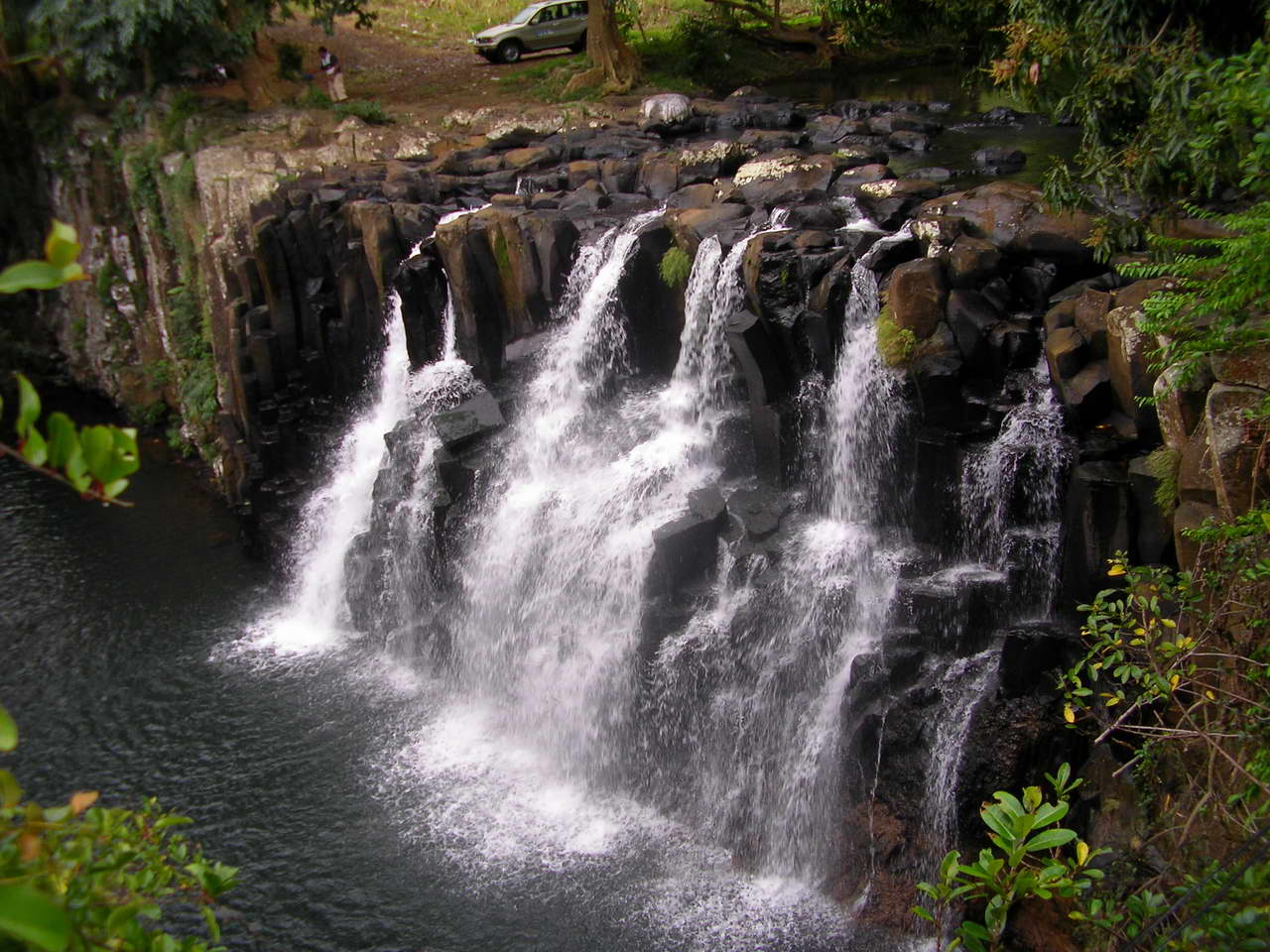
La cascade de Rochester.

La cascade de Rochester est une chute d'eau de 10 mètres de haut sur la rivière Savanne. Elle est célèbre pour ses orgues volcaniques basaltiques.

## Jumelage avec Souillac en France
Depuis 1987, un jumelage existe entre le village de Souillac et la ville française de Souillac, dans le département du Lot. Ce jumelage réussi est à l'initiative de M. Armand Maudave, ancien ambassadeur de Maurice aux Nations Unies, habitant du village de Souillac (Maurice), de l'ancien député du Lot, M. Alain Chastagnol, maire de Souillac (France), et du comte de Montferrand, lui-même descendant du vicomte de Souillac.
Des habitants des deux localités se retrouvent souvent en France ou à Maurice pour partager et célébrer divers événements.
En 2007, un buste du vicomte de Souillac a été inauguré au Batelage pour marquer le vingtième anniversaire du jumelage.